# CLion (logiciel)
Pour les articles homonymes, voir Clion.
CLion est un environnement de développement intégré utilisé pour programmer en C et en C++. Développé par l'entreprise tchèque JetBrains, c'est un logiciel multi-plateforme qui fonctionne sous Windows, macOS et Linux. Il est publié dans sa première version en 2014, et est régulièrement mis à jour depuis.